# Plansteg

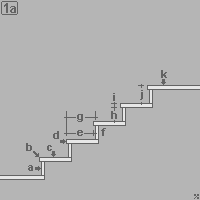
Schematisk skiss av trappa. Plansteget är markerat "c".

Plansteg är den del av en trappa där man sätter foten. Planstegen är fästade i vangstyckena på olika sätt. Planstegets framkant som kallas trappnos är utsatt för slitage och förses ofta med en list av slitstarkt material såsom ek eller stål.